# Mandara (grup humà)
El grup humà Mandara, també conegut com a Wandala o Mandwara, és un grup ètnic de l'Àfrica Central de religió i tradició musulmana. La ubicació concreta és en Camerun del nord, Nigèria nord-oriental, i el sud-est del Txad. Els Mandara parlen la llengua Wandala, el qual pertany a la branca Càdica de les llengües Afro-Asiàtiques trobades en Àfrica nord-oriental.
Els seus orígens no són clars. Els parlants viuen en la regió muntanyosa i valls al nord del Riu dins de l'estat del Camerun, i molt de temps ha estat una part del Sultanat de Mandara. Llur regió va presenciar comerç d'esclaus i caravanes sub-Saharianes fins al segle xix. El poble Mandara van ser conegudes per la seva munta a cavall i habilitats laborals de forja de ferro, i va presentar una societat que era socialment estratificada.

## Història
Els orígens del grup ètnic Mandara són en el Regne Mandara, una vegada existent en el les Muntanyes Mandara, al llarg del Camerun del nord amb la seva frontera amb Nigèria nord-oriental entre el Riu Benue i Mora, Camerun.

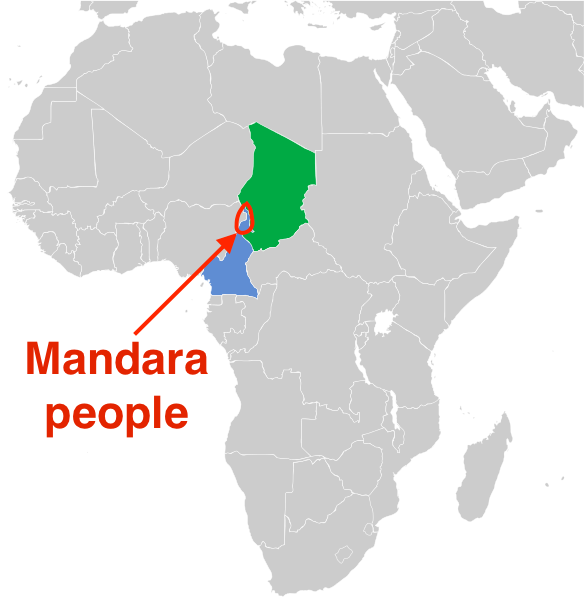
Distribució aproximada del grup ètnic Mandara respecte els estats veïns.

La seva prehistòria no està clara. Una tradició oral remunta el seu començament a un rei Agamakiya al segle xiii, que els va portar a mesura que les invasions provenien del Sahel. Es van convertir a l'islam sunnita sota el sultan Bukar Aaji en els anys 1720. Una altra tradició indica que Wandala Mbra va ser un dels fills de Mbra de Turu i Katala, la filla de Vaya, va adoptar l'Islam i és el seu llinatge que va formar aquest grup ètnic musulmà patrilineal. Aquestes tradicions orals poden haver estat reconstruïdes més tard, quan Mandara va quedar sota la influència i va cooperar en les jihads dels Fulani, atacs d'esclaus a altres grups ètnics.
Els historiadors islàmics esmenten la gent de Mandara, però també proporcionen comptes inconsistents de la seva història. Un relat d'Ibn Fartuwa afirma que eren infidels, però es van convertir a l'Islam al segle xvi. Un altre compte indica que és el seu governant que va convidar a dos marroquins de Fes a tornar de la Meca per quedar-se amb ell. Ells el van convertir, i després va obligar a complir les tradicions islàmiques de la circumcisió, la pregària, el zakat i el dejuni entre els seus habitants de Mandara a principis del segle xviii. Entre els segles xviii i xix, la regió dels Mandara va ser envoltada per persones paganes, i aquests eren una font d'esclaus a través dels assalts, i per comerciar a les caravanes esclaves africanes.

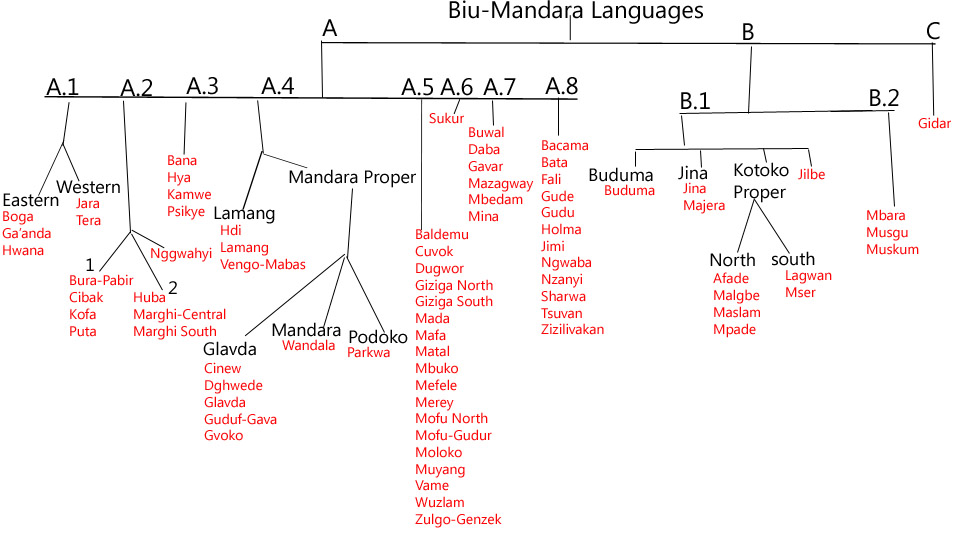
Descripció de les llengües de la branca Biu-Mandara de la família Càdica.

## Societat i cultura
Les seves terres històriques han estat entre una vall del riu densament poblada envoltada de muntanyes volcàniques riques en mineral de ferro, conegudes com a zona de reproducció de cavalls. Els seus sultans han tingut com a capital a Mora al Camerun. La gent de Mandara ha viscut en pobles dispersos, cadascun amb una mesquita, que fa que el sorgo sigui el seu principal cultiu i que produeixin eines de ferro que van ser buscades pels comerciants i altres grups ètnics. La gent de Mandara fa servir vestit musulmà típicament del nord d'Àfrica i porten amulets de cuir al voltant del coll que contenen versos de l'Alcorà.
La societat Mandara es va convertir en un sistema socialment estratificat, amb el sultà i la reialesa, els agricultors, els criadors de cavalls, els artesans, els treballadors del ferro i els ferrers formant una societat endogàmica de castes en les quals s'hereta l'ofici. El sistema de castes entre la gent de Mandara va integrar el concepte que els estrats tenen una contaminació innata i, per tant, són estigmatitzats, no obstant això, no hi ha proves que la seva creença islàmica integrés les diferències entre les castes socialment diferenciades de la seva societat que havien estat sancionades divinament.